# 另類教育
另類教育（英語：Alternative education）指和主流體制不同的教育，如另类学校、在家自學、學徒制和社會教育。
另類學校與在家自學、學徒制和社會教育不同之處，在於前者的教育仍在學校當中進行。由於另類學校多半是以一個明確的教育理念為基礎，故又稱為理念教育。
雖然多數另類教育學校是由私人或法人經營，但並非全都如此。公立另类学校、公辦民營學校都是公民合作的例子。

## 對體制教育的意義
另類學校在提供學生主流學校之外的其他選擇。另类学校在學制、生活方面都和主流學校不同，而它們之間的個別差異也很大。
另一方面，另类学校對主流體制教育也能產生刺激、借鏡的功能。以台灣為例，在九年一貫課程改革中，參考了許多雅歌小學、種籽學苑的作法和精神。
另外，另类学校可能會慢慢成為主流或龐大到足以與主流學校並立，如蒙特梭利學校與德國的華德福學校。
大部分的另類教育均屬於體制外的的教育學校，能夠對僵化的體制教育產生衝擊，也提供了一個很好的對照組，讓僵化的教育體制有所改變。而主流教育中，以升學為導向，均以分數來評量學生，但對於另類教育的孩子來說，能夠不以分數為導向，讓孩子有更自由、創意的發展。

## 對家長和學生的意義
另類學校讓學生和家長有多元的選擇機會，能適材適性地接受教育。許多另類學校是由需求相似的家長組織起來創辦的，像種籽學苑。

## 對學術界的意義
另類學校有各自的教育理念、教材教法；在行政組織和生活規範上，也比主流學校有更大的彈性。許多新的教育理念、實踐方式在另類學校能較快地實驗。
像蒙特梭利教法、展賦教育體系中的發展任務、華德福教育體系、民主教育中的學習契約、生活公約和生活法庭等，都是在另類學校發展出來的。
另類學校為教育界提供多樣性，這對促進其演化有高度價值。

## 政府資源
面對另類學校，政府可能會視其為促進教育改革的實驗學校而給予補助。
在丹麥實行的學券制度中，每位學生都可獲得定額的教育經費補助，不論身在何所學校或在家自學，彈性最高。
在台灣和香港，另類學校大都被政府視為私立學校或體制外的學校，不易取得補助。
在台灣已通過公辦民營法，使另類學校能有自己的學籍和一定程序的政府資源。

## 困境
許多另類學校困於法令不備、經費不足、監督及研究機制不善，難以發揮。

## 教育體系
- 蒙特梭利教育
- 華德福教育
- 薩德伯里學校
- 民主教育
- 瑞吉欧方法
- 展賦教育

## 著名的另類學校
以下主要介紹另類學校。

### 台灣
- 森林小學（小學，實驗教育機構），強調人文與自然環境教學的學校。
- 種籽學苑（小學，公辦民營實驗學校），一所民主學校。
- 臺北市VIS世界改造實驗室實驗教育機構，設有小學部、國中部、高中部課程，於2019年獲臺北市政府教育局核准設立。
- 宜蘭縣立人文國民中小學(中小學，公辦民營學校)，台灣唯一一所展賦教育學校，與慈心華德福同時成為台灣第一所公辦民營學校，同時為廣義民主教育學校。
- 宜蘭縣立慈心華德福教育實驗高級中等學校（中小學，公辦民營實驗學校），台灣第一所受華德福總部認可的華德福學校。
- 桃園市仁美華德福實驗國民中小學（中小學，公辦公營實驗學校），公辦公營的華德福學校。
- 桃園市民營諾瓦國民中小學暨幼兒園（中小學，公辦民營實驗學校），以主題式教學為主軸，BOT的公辦民營學校。
- 苗圃蒙特梭利中小學（中小學，實驗教育團體），目前台灣唯一一所蒙特梭利學校。
- 苗栗縣私立全人實驗高級中學（中小學，私立實驗學校），一所民主學校，是台灣第一所體制外中學。
- 台中市磊川華德福實驗教育機構（中小學，實驗教育機構），台中市第一所實驗學校。
- 台中市海聲華德福實驗教育機構（中小學，實驗教育機構）。
- 雲林縣褒忠鄉潮厝華德福教育實驗國民小學
- 雲林縣立古坑華德福實驗高級中學
- 臺南市中信國際實驗教育機構 （高中）
- 臺南市仁德區虎山實驗小學（小學）
- 臺北市ＢＴＳ無界塾實驗學校（中小學，實驗教育機構）
- 桃園市IDC趣創者國際實驗教育（小學，實驗教育團體），由中大學教授-陳德懷主持，以「興趣驅動創造者」學習方式，引導孩子自我追求學習。

### 香港
- 香港兆基創意書院（高中）
- 鄉師自然學校（小學）

### 英國
- 夏山學校（中小學）

## 外部連結
- 另類教育電子報（页面存档备份，存于）